# Divisiones de infantería del Ejército Imperial Japonés
Esta es una lista de divisiones de infantería del Ejército Imperial Japonés. Durante la Segunda Guerra Mundial, el Ejército Imperial Japonés organizó tres divisiones de guardias y más de 220 divisiones de infantería de varios tipos (A/reforzada, B/estándar, C/contrainsurgencia). El 7 de diciembre, el Ejército Imperial Japonés tenía dos divisiones sirviendo en Japón/Corea y 50 combatiendo en el extranjero, la mayoría en China. Durante la guerra, se crearon otras 117 divisiones para el servicio en el extranjero y 56 para la defensa nacional. En total 223, incluida la Guardia Imperial. Además, se formaron una división de paracaidistas y cuatro divisiones blindadas. De este total, no más de 35, es decir, una quinta parte del total de divisiones de infantería del Ejército Imperial Japonés, lucharon en el teatro del Pacífico.

## Divisiones de Guardias
La Guardia Imperial de Japón fue originalmente una División de Guardias Imperiales hasta el comienzo de la segunda guerra sino-japonesa. Se amplió durante la Segunda Guerra Mundial a tres Divisiones de Guardias:
- 1.ª División de Guardias
- 2.ª División de Guardias
- 3.ª División de Guardias

## Divisiones de Infantería
| - 1.ª División - 2.ª División - 3.ª División - 4.ª División - 5.ª División - 6.ª División - 7.ª División - 8.ª División - 9.ª División - 10.ª División - 11.ª División - 12.ª División - 13.ª División - 14.ª División - 15.ª División - 16.ª División - 17.ª División - 18.ª División - 19.ª División - 20.ª División - 21.ª División - 22.ª División - 23.ª División - 24.ª División - 25.ª División - 26.ª División - 27.ª División - 28.ª División - 29.ª División - 30.ª División - 31.ª División - 32.ª División - 33.ª División - 34.ª División | - 35.ª División - 36.ª División - 37.ª División - 38.ª División - 39.ª División - 40.ª División - 41.ª División - 42.ª División - 43.ª División - 44.ª División - 46.ª División - 47.ª División - 48.ª División - 49.ª División - 50.ª División - 51.ª División - 52.ª División - 53.ª División - 54.ª División - 55.ª División - 56.ª División - 57.ª División - 58.ª División - 59.ª División - 60.ª División - 61.ª División - 62.ª División - 63.ª División - 64.ª División - 65.ª División - 66.ª División - 68.ª División - 69.ª División - 70.ª División | - 71.ª División - 72.ª División - 73.ª División - 77.ª División - 79.ª División - 81.ª División - 84.ª División - 86.ª División - 88.ª División - 89.ª División - 91.ª División - 93.ª División - 94.ª División - 96.ª División - 100.ª División - 101.ª División - 102.ª División - 103.ª División - 104.ª División - 105.ª División - 106.ª División - 107.ª División - 108.ª División - 109.ª División - 110.ª División - 111.ª División - 112.ª División - 114.ª División - 115.ª División - 116.ª División - 117.ª División - 118.ª División - 119.ª División - 120.ª División | - 121.ª División - 122.ª División - 123.ª División - 124.ª División - 125.ª División - 126.ª División - 127.ª División - 128.ª División - 129.ª División - 130.ª División - 131.ª División - 132.ª División - 133.ª División - 134.ª División - 135.ª División - 136.ª División - 137.ª División - 138.ª División - 139.ª División - 140.ª División - 142.ª División - 143.ª División - 144.ª División - 145.ª División - 146.ª División - 147.ª División - 148.ª División - 149.ª División - 150.ª División - 151.ª División - 152.ª División - 153.ª División - 154.ª División - 155.ª División | - 156.ª División - 157.ª División - 158.ª División - 160.ª División - 161.ª División - 201.ª División - 202.ª División - 205.ª División - 206.ª División - 209.ª División - 212.ª División - 214.ª División - 216.ª División - 221.ª División - 222.ª División - 224.ª División - 225.ª División - 229.ª División - 230.ª División - 231.ª División - 234.ª División - 303.ª División - 308.ª División - 312.ª División - 316.ª División - 320.ª División - 321.ª División - 322.ª División - 344.ª División - 351.ª División - 354.ª División - 355.ª División |